# Xantusia gilberti
Xantusia gilberti (баха-каліфорнійська нічна ящірка) — вид сцинкоподібних ящірок родини нічних ящірок (Xantusiidae). Ендемік Мексики. Вид названий на честь американського біолога Чарльза Генрі Гілберта.

## Поширення і екологія
Баха-каліфорнійські нічні ящірки мешкають в горах Сьєрра-де-ла-Лагуна на півдні Каліфорнійського півострова в Мексиці. Вони живуть в сосново-дубових лісах.